# 連翊希
連翊希（英語：Coco Lin Yik Hei，1995年2月19日—），香港女子劍擊運動員。她早年就讀拔萃女書院。

## 簡歷
2014年9月，連翊希代表中國香港參加南韓仁川舉行的亞運會劍擊比賽，與楊翠玲、江旻憓和朱嘉望合作贏得女子重劍團體賽銅牌。
2015年，連翊希在亞洲錦標賽（23歲以下）贏得女子個人重劍金牌。
2017年，連翊希在香港大學畢業後，放棄成為專業園景建築師，轉為全職運動員。
2018年，連翊希收到禁藥委員會起訴，指她在4月的突擊抽查中，尿液樣本呈陽性反應，有機會被停賽兩年；她才發現此前向跌打師父求診，其所用的消腫藥可能含有禁藥成份。其後，經過詳盡解釋和聆訊，禁藥委員會宣判以譴責形式懲罰，取消所有停賽令。復賽後的連翊希出戰在曼谷舉行的亞洲錦標賽，她最終在女子重劍個人賽八強止步，但亦是她個人最佳的亞錦賽成績。
2021年，在東京奧運會出戰女子重劍個人賽64強，以11:15不敵新加坡選手Rahman Abdul，無緣晉級。其後與江旻憓﹑佘繕妡及朱嘉望在女子重劍團體賽中不敵中國隊，最終以第七名完成比賽。
2024年在無綫電視擔任巴黎奧運劍擊賽事的專業評述員，其專業的表現獲得市民大讚。